# Ревельский уезд
Ре́вельский уе́зд (также Га́рриенский) — административная единица в составе Эстляндской губернии Российской империи, существовавшая в 1745 — 1920 годах. Центр — город Ревель.

## География
Ревельский уезд располагался в западной части Эстляндской губернии и занимал 5027,4 кв. вёрст. Прилегая всей северной стороной к Финскому заливу, уезд в общем представлял плоскую (от 200 до 400 футов) возвышенность, понижающуюся к югу и северо-западу. К морю эта плоскость подходит крутым береговым уступом; местами впереди этих уступов вдоль моря, на протяжении 1—3 вёрст, образовались песчаные низменности. Начинаясь в северо-западной части уезда, у Рогервика, береговые уступы, состоящие большей частью из наносных дюн, покрытых перелесками, тянутся, часто прерываясь, к югу, образуя местами вдоль морского берега живописные местности, например у Суропа, Штрандгофа и Тишера. Близ Гарского озера береговой уступ начинает уклоняться от морского берега, направляется к северу, подходит к Екатеринентальскому парку, где на высоте 135 футов расположен портовый маяк, и, продолжая далее отклоняться внутрь уезда, оставляет ровную низменную береговую полосу; здесь расположен Ревель, над которым высится (138 футов) Домберг. Ещё более к северу от Ревеля, на полуострове Вимсе, также составляющем береговой уступ, древний замок Лоде (140 футов). Уступ заканчивается множеством красивых, заросших хвойным лесом холмов, окаймляющих береговые низменности, вдающиеся в море мысами и полуостровами; из последних особенно замечательны полуострова Периспе и Юминда, отделённые друг от друга Папенвикским заливом. Из множества незначительных островов, раскинутых вдоль морского берега в пределах Ревельского уезда, главные Нарген, Большой и Малый Врангель, Экгольм, Кокшхер, Раммосар, Вульф и Педдасар. Острова эти, как и низменный берег, песчаные и покрыты гранитными камнями эрратического происхождения. По территории уезда протекают несколько незначительных рек. Река Кассариен, впадающая в Рижский залив, только берёт начало в Ревельском уезде. Речки Кегель и Ягговаль образуют живописные водопады в 20 футов высотой. Озёр в уезде до 80, но значительных между ними нет; самое большое, Эрвекюльское, в 2 верстах от Ревеля, занимает площадь всего в 8 кв. вёрст (из этого озера проведена вода в Ревель). Болот сравнительно много, но обширных нет.

## Сельское хозяйство и промышленность
Из 473502 десятин, составляющих площадь уезда, пахотной земли 77124 десятин, усадебной 1646, под огородами 597, под садами 397, постоянных сенокосов 153717 (в том числе 2611 десятин заливных лугов), выгонов и пастбищ 91558, лесов 81012 (в том числе 6316 десятин строевого леса), остальной удобной земли 49 и неудобной 67402 десятин. Из 77124 десятин пахотной земли в среднем под паром 17405 десятин, сенокосом 3166, залежью, подсеками и т. п. 1105, под озимой рожью 16460, яровой рожью 1017, озимой пшеницей 78, яровой 296, ячменем 10937, гречихой 18, овсом 10540, горохом 762, чечевицей 88, другими стручковыми 21, картофелем 11392, свекловицей 7, льном 436, коноплей 18, кормовыми травами 3281 и другими растениями 47 десятин. Всех частных владений 165 (137 дворянских, 3 купеческих, 8 мещанских, 17 крестьянских), с 242045 десятинами; из них сдается в аренду 77741 десятина, разбитых на 1665 арендных участков. Во владении крестьян 211555 десятин; казённых (лесных и мызных) земель 1270 десятин, церковных — 11227, городских — 7405 десятин. Главное занятие населения — земледелие. Весьма развито также скотоводство и связанное с ним молочное хозяйство. В особенности процветает тонкорунное овцеводство благодаря значительному спросу шерсти для нарвских фабрик. Рогатый скот, здесь разводимый, считается лучшим в Прибалтийском крае и находит спрос на петербургских бойнях. Около 45 винокуренных, 20 пивоваренных, 20 маслобойных, 18 лесопильных заводов. Общий оборот заводов — до 20 мил. рублей. Особенностью местного производства является килька, лов и обработка которой сосредоточена главным образом близ Балтийского порта.

## Население
- 1897 год — 157 736 человек (78 486 мужчин, 79 250 женщин)[3].
- 1913 год — 192 900 человек (96 300 мужчин, 96 600 женщин)[4].

## Административное деление
К 1899 году Ревельский уезд делился на 34 волости:
- Александровская волость
- Аннийская волость
- Вихтерпальская волость
- Владимирская волость
- Врангельсгольская волость
- Гаркская волость
- Егелехтская волость
- Ервакантская волость
- Ерденская волость
- Иоганнисгофская волость
- Кайская волость
- Кегельская волость
- Кендаская волость
- Кехтельская волость
- Кидаская волость
- Кирнаская волость
- Койльская волость
- Колькская волость
- Куймецкая волость
- Курнальская волость
- Лайцкая волость
- Наргенская волость
- Невеская волость
- Неггатская волость
- Николаевская волость
- Падисская волость
- Пеннингиская волость
- Разикская волость
- Райкюльская волость
- Раппельская волость
- Ризенбергская волость
- Роггеская волость
- Фридрихсгофская волость
- Шварценская волость